# 卡納克·賈哈
卡納克·賈哈（英語：Kanak Jha，2000年6月19日—），出生於加利福尼亞州，美籍印度裔乒乓球運動員。目前是美國乒乓球男單世界排名最高的運動員。

## 生平
賈哈5歲時首次接觸乒乓球，當時他與姐姐Prachi和父母一起前往聖何塞的一個娛樂中心。6歲開始參加比賽，之後他師從當地的教練Stefan Feth。2012年，賈哈入選了15歲以下國家隊。一年後，他打進了全國男子半決賽。里約奧運會，16歲的賈哈成為第一位出生於2000年獲取奧運資格的美國人。
2018年夏季青年奧林匹克運動會男子桌球銅牌戰賈哈以以4比3(6比11、11比7、13比11、11比3、8比11、4比11、11比9)戰勝中華台北選手林昀儒奪下男子單打銅牌。繼張安在2014年南京青年奧運奪下女子單打銅牌後，第二位拿下奧運桌球項目獎牌的美國桌球選手
2021年世界桌球錦標賽中，為了緩解中美關係，賈哈在混雙項目中跟中國選手王曼昱搭檔。 男單方面，他打進了八強。

## 個人生活
卡納克的偶像是台灣桌球選手莊智淵。

## 外部連結
- 卡納克·賈哈的Instagram帳戶